# Merodon bequaerti
Merodon bequaerti är en tvåvingeart som beskrevs av Hurkmans 1993. Merodon bequaerti ingår i släktet narcissblomflugor, och familjen blomflugor.
Artens utbredningsområde är Algeriet. Inga underarter finns listade i Catalogue of Life.